# Grande enciclopedia sovietica
La Grande enciclopedia sovietica (in russo Большая cоветская энциклопедия?, Bol'šaja sovetskaja ėnciklopedija) è la più grande e più esauriente enciclopedia composta in lingua russa; tra il 1926 e il 1978 ne vennero pubblicate tre edizioni.

## Edizioni
La prima edizione, che contava 65 volumi (con 65 000 voci e un volume supplementare sull'Unione Sovietica), fu pubblicata tra il 1926 e il 1947 nel periodo in cui ruolo di caporedattore era rivestito da Otto Schmidt (fino al 1941).
La seconda edizione fu di 50 volumi (con 100 000 voci e un volume supplementare) e venne pubblicata tra il 1950 e il 1958 a cura prima di Sergej Vavilov (fino al 1951) e poi di Boris Vvedenskij; i due volumi di indici relativi a questa edizione uscirono nel 1960.
La terza edizione fu infine pubblicata tra il 1969 e il 1978 ed è ripartita in 30 volumi (con 100 000 voci e il volume contenente gli indici uscito nel 1981). Il caporedattore della terza edizione, che venne soprannominata "edizione rossa", fu Aleksandr Michajlovič Prochorov; fu tradotta in inglese a partire dal 1973 e in greco a partire dal 1977.
Tra il 1957 e il 1990 ogni anno veniva pubblicato l'Annuario della Grande enciclopedia sovietica, che conteneva gli aggiornamenti delle voci riguardanti sia l'Unione Sovietica che gli altri stati del mondo.
La prima edizione online dell'enciclopedia, una replica esatta dei testi e delle immagini della terza edizione, venne pubblicata nel 2000 da Rubricon.com.

## Obiettivi
Stando all'introduzione alla terza edizione dell'enciclopedia, l'opera aveva lo scopo di mettere in luce le realizzazioni di importanza storica e di rilevanza internazionale nei campi dell'economia, della scienza e della cultura. Una attenzione particolare era riservata allo sviluppo delle scienze e della tecnologia. Tra le materie trattate in modo più esaustivo c'erano l'ingegneria nucleare, le tecnologie spaziali, la chimica dei polimeri e l'elettronica. L'enciclopedia scende nei dettagli per quanto riguarda la storia e le attività del movimento rivoluzionario sovietico e del movimento operaio internazionale. In essa veniva condensata la visione marxista dell'economia, della sociologia e delle scienze politiche.

## Il periodo stalinista
Durante lo stalinismo, l'Enciclopedia venne usata come arma politica. Quando un personaggio prominente "scompariva", tutti gli abbonati all'Enciclopedia ricevevano delle nuove voci da incollare sopra quelle degli scomparsi, cancellandoli così dalla memoria pubblica. Famoso è il caso di Lavrentij Berija. Era stato nominato da Stalin capo dell'NKVD (la polizia politica sovietica) nel 1938 e, poco dopo la morte del segretario (1953), fu assassinato. Ai possessori dell'enciclopedia venne inviato un quartino con un nuovo testo che, alla vecchia voce, sostituiva delle appendici alle voci precedenti e seguenti e alcune foto del Mare di Bering.

## Grande Enciclopedia Russa
La pubblicazione della Grande enciclopedia sovietica fu sospesa nel 1990 e definitivamente accantonata nel 1991, ma per decreto del presidente Vladimir Putin essa fu nuovamente presa in considerazione nel 2002. Tra il 2003 e il 2004 un team di redattori operò una revisione del vecchio materiale aggiornando le voci obsolete e rimuovendo quei contenuti considerati come troppo politicamente schierati. Il nome dell'opera fu inoltre cambiato in Grande Enciclopedia Russa, e varie voci furono totalmente riscritte. Nel 2004 venne stampato il primo dei 35 volumi previsti per la nuova enciclopedia.